# Vidzgirio miškas
Vidzgirio miškas este o arie protejată (arie specială de conservare — SAC, sit de importanță comunitară — SCI) din Lituania întinsă pe o suprafață de 388 ha, integral pe uscat.

## Localizare
Centrul sitului Vidzgirio miškas este situat la coordonatele 54°22′43″N 24°01′43″E / 54.3786°N 24.0286°E.

## Înființare
Situl Vidzgirio miškas a fost declarat sit de importanță comunitară în ianuarie 2004 pentru a proteja 1 specie de plante și 3 specii de animale. Situl a fost protejat și ca arie specială de conservare în martie 2009.

## Biodiversitate
Situată în ecoregiunea boreală, aria protejată conține 1 habitat natural: Păduri de stejar sau de stejar și carpen sub-atlantice și medio-europene de Carpinion betuli.
La baza desemnării sitului se află mai multe specii protejate:
- plante (1): papucul doamnei (Cypripedium calceolus)
- amfibieni (2): buhai de baltă cu burta roșie (Bombina bombina), triton cu creastă (Triturus cristatus)
- nevertebrate (1): Osmoderma eremita

Pe lângă speciile protejate, pe teritoriul sitului au mai fost identificate 6 specii de plante.